# Eublemma udzungwa
Eublemma udzungwa is een vlinder van de familie van de spinneruilen (Erebidae). De wetenschappelijke naam van deze soort is voor het eerst voorgesteld door Hermann Hacker in een publicatie uit 2019. De soort is vernoemd naar de typelocatie, het Udzungwagebergte in Tanzania.
De soort komt voor in Tanzania.